# Первомайская (Кировская область)
 Первомайская  — деревня в Свечинском районе Кировской области.

## География
Расположена на расстоянии примерно 29 км по прямой на север от районного центра поселка Свеча.

## История
Известна с 1802 года как починок Полянка с 3 дворами, в 1873 году здесь (починок При Полянах Глушковских или Федулята) дворов 6 и жителей 53, в 1905 (починок При Полянах Глушковских или Федулиха) 11 и 90, в 1926 (уже деревня Первомайская или Федулиха, При Полянах Глушковских), в 1950 14 и 45, в 1989 оставалось 12 жителей. В 2006-2010 годах находилась в составе Круглыжского сельского поселения, в 2010-2019 Свечинского сельского поселения.

## Население
Постоянное население составляло 8 человек (русские 100%) в 2002 году, 3 в 2010.